# Atopocnema binotata
Atopocnema binotata är en tvåvingeart som beskrevs av Ian David Whittington 2003. Atopocnema binotata ingår i släktet Atopocnema och familjen bredmunsflugor.
Artens utbredningsområde är Angola. Inga underarter finns listade i Catalogue of Life.